# Општина Солчава
Општина Солчава (словен. Solčava) је једна од општина Савињске регије у држави Словенији. Седиште општине је истоимено насеље Солчава.

## Природне одлике
Рељеф: Општина Солчава налази се у северном делу Словеније, у крајње југозападном делу покрајине Штајерска. Општина је и гранична према Аустрији. Средишњи део општине је долина реке Савиње у горњем делу њеног тока. Највиши, изворишни део долине, тзв. Логарска долина, је познат и веома посећен. Јужно од долине уздижу се брда и планине Савињских Алпа, а северно се уздижу Караванке.
Клима: У општини влада оштрија, планинска варијанта умерено континенталне климе.
Воде: Најважнији водоток у општини је река Савиња, која у општини и извире. Сви остали водотоци су мали и њене су притоке.

## Становништво
Општина Солчава је веома ретко насељена.

## Насеља општине
- Логарска Долина
- Подолшева
- Робанов Кот
- Солчава